# X-MEN: ファーストクラス
『X-MEN: ファーストクラス』（X-Men: First Class）は、マーベル・コミックによって発行されたコミックシリーズである。

## 出版史
オリジナルシリーズは8冊のリミテッド・シリーズであり、2006年9月に始まり、2007年4月に終わった。ライターはジェフ・パーカーで、作画はロジャー・クルスが担当した。彼らは2007年5月の増刊号と2007年6月に始まった月刊シリーズから製作チームに参加続けた。
シリーズの大部分のストーリーは複数号を跨がずに一話完結か、または前後編である。このシリーズでは、X-Menのオリジナルチームは、新しいコスチュームを身に付けている。シリーズには、リザード、クイックシルバー、スカーレットウィッチ、マン・シング、ゴリラ・マン、ドクター・ストレンジ、インビジブルウーマン、ソーなどの多くのゲストが登場する。
本シリーズは、『Wolverine: First Class』、『Weapon X: First Class』などを含むスピンオフ作品を生み出すこととなった。現在進行中のシリーズは16号まで出され、そして、『Giant-Size X-Men: First Class』増刊号も出された。2009年2月から、4号のミニシリーズ『X-Men: First Class Finals』がボリューム3にまとめられる予定である。これは、チームがKrakoa島の任務に進んで終わる。
『Uncanny X-Men: First Class』の新ボリュームは、『Uncanny X-Men: First Class Giant-Sized』の読みきりと一緒に2009年6月に開始した。新シリーズは『Giant-Sized X-Men』#01で導入されたチームに集中する。

## ラインナップ
- 1-8: エンジェル、ビースト, サイクロプス、アイスマン, ジーン・グレイ, プロフェッサーX
- Special: エンジェル、ビースト、サイクロプス、ドラゴンマン、アイスマン、ジーン・グレイ、プロフェッサーX
- 1-12: エンジェル、ビースト、サイクロプス、アイスマン、ジーン・グレイ、プロフェッサーX
- 13-14: ビースト、サイクロプス、アイスマン、ジーン・グレイ、マシーンマン、プロフェッサーX
- 15: ビースト、ビースト、サイクロプス、アイスマン、ジーン・グレイ、メデューサー, プロフェッサーX
- 16: エンジェル、ビースト、サイクロプス、ジーン・グレイ、プロフェッサーX

## 製作チーム
- X-Men: First Class (vol. 1) 
  - ライター: ジェフ・パーカー
  - ペンシル: ロジャー・クルス
  - インク: en:Victor Olazaba
  - 着色: en:Val Staples
  - レター: Nate Piekos
  - カバー: en:Marko Djurdjevic

- X-Men: First Class Special
  - ライター: ジェフ・パーカー
  - ペンシル: en:Kevin Nowlan、Paul Smith、en:Mike Allred, en:Nick Dragotta
  - インク: Kevin Nowlan
  - 着色: Kevin Nowlan
  - レター: Nate Piekos

- X-Men: First Class (vol. 2)
  - ライター: ジェフ・パーカー
  - ペンシル・インク: ロジャー・クルス
  - 着色: Val Staples
  - レター: Nate Piekos
  - カバー: en:Eric Nguyen

## 出版
- X-Men: First Class (vol. 1)  (8号のリミテッドシリーズ、2006年9月 - 2007年4月)
- X-Men: First Class Special (読みきり、2007年5月)
- X-Men: First Class (vol. 2) #1-16 (連続シリーズ、2007年6月 - 2008年11月)
- Giant Size X-Men First Class #1 (読みきり、2008年11月)
- X-Men: First Class Finals #1-4 (2009年2月 - 5月)
- Giant Size Uncanny X-Men: First Class #1 (読みきり、2009年8月)
- Uncanny X-Men: First Class #1-8 (2009年9月 - 2010年4月)
- Wolverine: First Class #1-21 (連続シリーズ、2008年5月 - 2010年1月)
- Weapon X: First Class #1-3 (2009年1月 - 3月)

### コレクテッド・エディション
トレードペーパーバックでストーリーがまとめられている。
| タイトル               | 収録号                                                                    | ページ | ISBN               |
| ---------------------- | ------------------------------------------------------------------------- | ------ | ------------------ |
| Tomorrow's Brightest   | X-Men: First Class Vol. 1 #1-8                                            | 184    | ISBN 0-7851-2427-6 |
| Mutant Mayhem          | X-Men: First Class Vol. 2 #1-5 and Special                                | 152    | ISBN 0-7851-2781-X |
| Band of Brothers       | X-Men: First Class Vol. 2 #6-10                                           | 192    | ISBN 0-7851-2599-X |
| The Wonder Years       | X-Men: First Class Vol. 2 #11-16 and Giant-Size X-Men: First Class #1     | 168    | ISBN 0-7851-3347-X |
| Finals                 | X-Men: First Class Finals #1-4 and Giant-Size X-Men vol. 1 #1             | 136    | ISBN 0-7851-3348-8 |
| Hated And Feared       | Giant-Size Uncanny X-Men: First Class and Uncanny X-Men: First Class #1-4 | 136    | ISBN 0-7851-4104-9 |
| Knights Of Hykon       | Uncanny X-Men: First Class #5-8                                           | 136    | ISBN 0-7851-4237-1 |
| The Rookie             | Wolverine: First Class #1-4, plus a classic Wolverine reprint             | 120    | ISBN 0-7851-3316-X |
| To Russia, With Love   | Wolverine: First Class #5-8, and Uncanny X-Men #139-140                   | 160    | ISBN 0-7851-3317-8 |
| Wolverine-By-Night     | Wolverine: First Class #9-12                                              | 120    | ISBN 0-7851-3534-0 |
| Ninjas, Gods And Divas | Wolverine: First Class #13-16, and FCBD 2009                              | 120    | ISBN 0-7851-3535-9 |
| Class Actions          | Wolverine: First Class #17-21                                             | 120    | ISBN 0-7851-3678-9 |

### 日本語版
映画『X-MEN:ファースト・ジェネレーション』の公開に合わせ、小学館集英社プロダクションより発売される。
| タイトル       | 収録号                         | ページ | 翻訳者 | ISBN           |
| -------------- | ------------------------------ | ------ | ------ | -------------- |
| 明日への架け橋 | X-Men: First Class Vol. 1 #1-8 | 192    | 高木亮 | 978-4796870948 |